# Base aérienne de Chitose
La base aérienne de Chitose (千歳基地, Chitose Kichi) est une base de la Force aérienne d'autodéfense japonaise située à Chitose, sur l'île de Hokkaidō.

## Unités
La base aérienne de Chitose abrite les unités suivantes:
Force de défense aérienne Nord:
- 2e Escadre aérienne

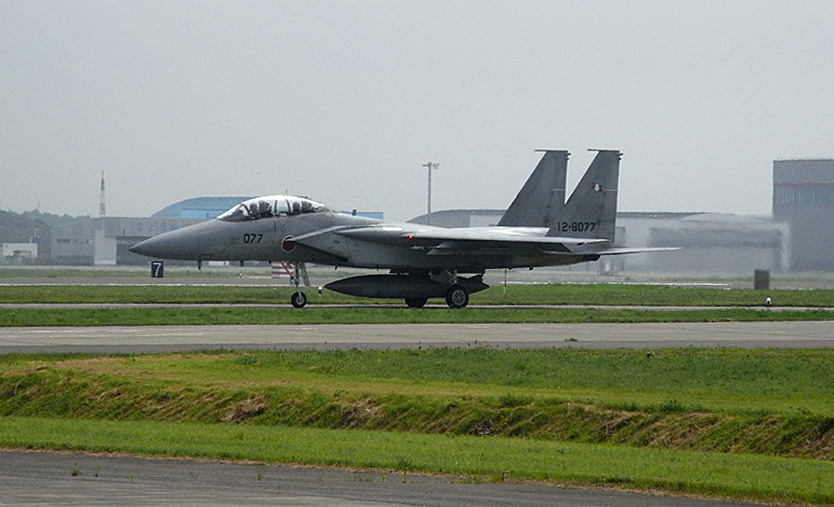
Un F-15DJ du Escadron tactique de chasse au roulage en 2009.

  - 201e Escadron tactique de chasse sur F-15J/DJ et T-4
  - 203e Escadron tactique de chasse sur F-15J/DJ et T-4

- 3e Groupe de missiles de défense aérienne équipé du système MIM-104 Patriot

- 8e Escadron d'avertissement et de contrôle des aéronefs

Commandement de soutien aérien:

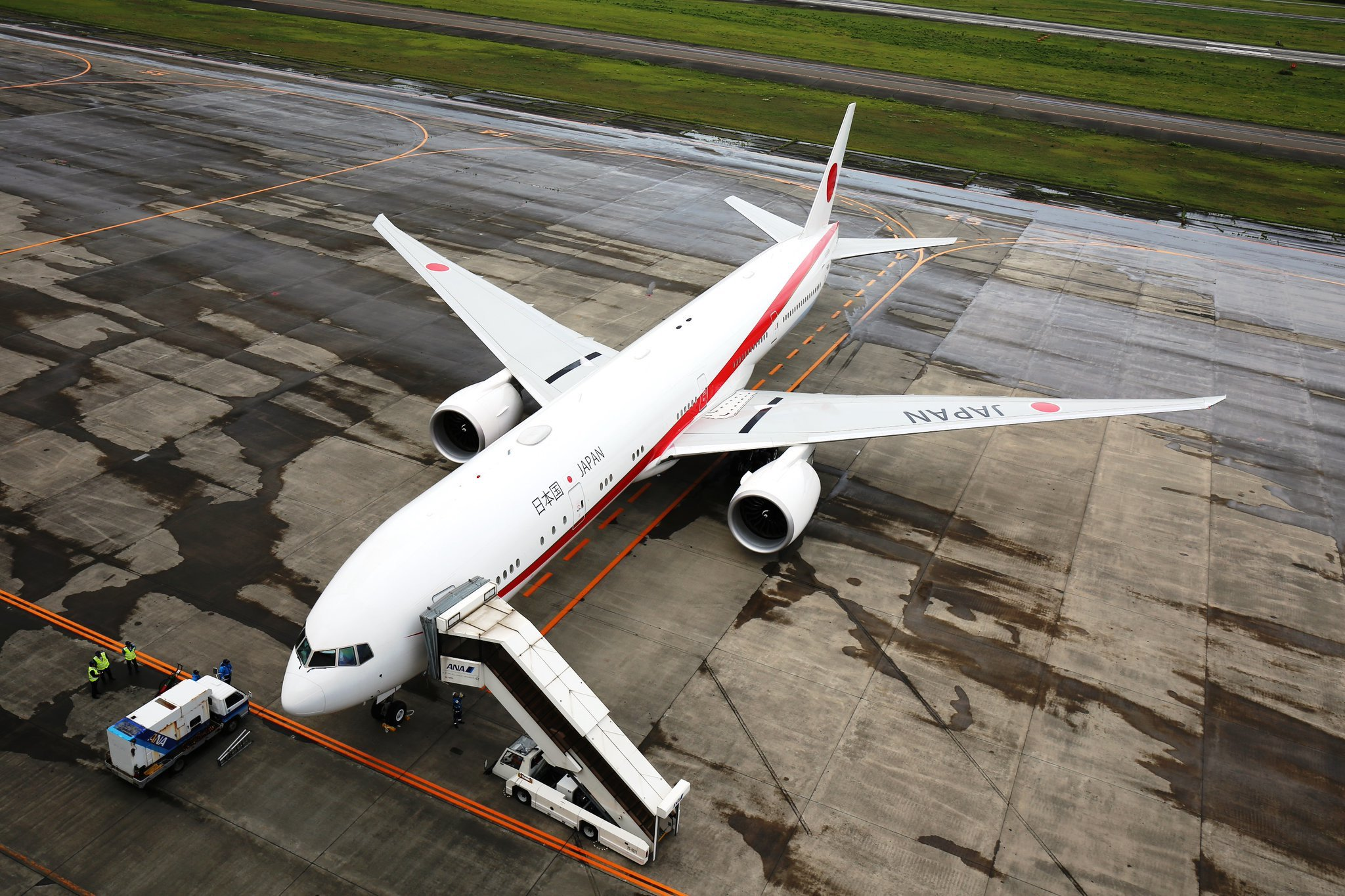
Le Boeing 777 remplace les Boeing 747 depuis 2019 pour le transport des personnalités politiques.

- Groupe de transport aérien spécial qui a pour mission d'assurer le transport de l'Empereur, du Premier ministre ou d'autres autorités gouvernementales sur Boeing 777-300ER
- Escadre de sauvetage aérien de Chitose sur U-125A et UH-60J